# Gomphales
Gomphales Jülich, 1981 è un ordine di funghi basidiomiceti.
Alcune famiglie appartenenti ad esso spesso in passato sono state incluse nell'ordine Phallales e viceversa  tali da farli considerare sinonimi.
Recenti studi filogenetici hanno incluso in Gomphales le famiglie della descrizione originaria dell'ordine fatta da Walter Jülich, aggiungendo anche la famiglia Clavariadelphaceae.
Secondo una stima del 2008 Gomphales contiene 18 generi e 336 specie.

## Tassonomia

### Famiglie di Gomphales
- Clavariadelphaceae
- Gomphaceae
- Lentariaceae[5]